# Żerdenka
Żerdenka (dawniej Zardenka, w latach 1977–1981 Zawadówka) – wieś w Polsce położona w województwie podkarpackim, w powiecie leskim, w gminie Baligród.
W połowie XIX wieku właścicielem posiadłości tabularnej Zardenka był Leon Borowski.
W latach 1975–1998 miejscowość administracyjnie należała do województwa krośnieńskiego.